# Хмарочос (фільм, 2018)
«Хмарочос» (англ. Skyscraper) — американський драматичний фільм-екшн 2018 року, поставлений режисером Роусоном Маршаллом Тербером з Двейном Джонсоном у головній ролі, який також виступив як один з продюсерів стрічки. В український прокат стрічка вийшла 12 липня 2018 року.

## Сюжет
Вілл Сав'єр (Двейн Джонсон) раніше керував елітним загоном ФБР з порятунку заручників, поки на одній операції він мало не загинув. Після того страшного дня він втратив ногу, яку замінив якісним протезом. Вілл устиг завести сім'ю, він абсолютно щасливий і вже кілька років не торкається до зброї. Нині його робота полягає в оцінці безпечності споруд, особливо багатоповерхових. Компанія, на яку він працює, надає йому та його родині житло у найвищому хмарочосі світу — високотехнологічній «Перлині». Цей будинок містить як житлові квартири, так і офіси, є навіть окремі ізольовані поверхи зі своєю екосистемою. До того ж це найбезпечніша споруда, яку тільки можна уявити — так переконують власники багатоповерхівки. Та це не так. Через збройний напад на 90-х поверхах спалахує пожежа. Сім'я Сав'єра заблокована на верхніх поверхах і не має змоги вибратися звідти. Тепер на плечах Вілла лежить відповідальність за життя рідних — він повинен їх врятувати, чого б це йому не коштувало.

## У ролях
- Двейн Джонсон — Вілл Сав'єр
- Нів Кемпбелл — Сара Сав'єр, дружина Вілла
- Пабло Шрайбер — Бен Гіллеспі
- Ноа Тейлор — містер Пірс
- Чин Хань — Чжао Мін Чжи
- Маккенна Робертс — Джорджія
- Ной Коттрелл — Генрі Сойєр
- Кевін Ранкін — Рей
- Байрон Манн — Інспектор Ву
- Мет О'Лірі — Худий хакер
- Адріан Голмс — Аджині Океке

## Виробництво

### Знімальна група
- Автор сценарію — Роусон Маршалл Тербер
- Режисер-постановник — Роусон Маршалл Тербер
- Продюсери — Бо Флінн, Гірам Гарсія, Двейн Джонсон, Мері Перент
- Виконавчі продюсери — Дені Гарсія, Ерік Гедая, Ерік Маклеод
- Співпродюсери — Джеймс Бітонті, Петра Голторф
- Оператор — Роберт Елсвіт
- Композитор — Стів Яблонскі
- Монтаж — Джуліан Кларк, Майкл Л. Сейл
- Художник-постановник — Джеймс Д. Бісселл
- Художники з костюмів — Енн Фолі, Люка Моска
- Художники-декоратори — Вільям Дебіезайо, Лін Макдональд
- Артдиректори — Крейг Гемфріс, Гелен Джарвіс, Шеріл Меріон, Грант Ван Дер Шлагт

Зйомки фільму розпочалися 14 серпня 2017 року у Ванкувері.